# Монмет-Джанкшен (Нью-Джерсі)
Монмет-Джанкшен (англ. Monmouth Junction) — переписна місцевість (CDP) в США, в окрузі Міддлсекс штату Нью-Джерсі. Населення — 8895 осіб (2020).

## Географія
Монмет-Джанкшен розташований за координатами 40°22′49″ пн. ш. 74°32′36″ зх. д. / 40.38028° пн. ш. 74.54333° зх. д. (40.380344, -74.543237).  За даними Бюро перепису населення США в 2010 році переписна місцевість мала площу 3,84 км², з яких 3,80 км² — суходіл та 0,04 км² — водойми.

## Демографія
Згідно з переписом 2010 року, у переписній місцевості мешкало 2887 осіб у 903 домогосподарствах у складі 801 родини. Густота населення становила 751 особа/км².  Було 919 помешкань (239/км²).
Расовий склад населення:
| - 57,4 % — білих - 32,9 % — азіатів - 6,0 % — чорних або афроамериканців - 0,2 % — корінних американців - 1,0 % — осіб інших рас |

До двох чи більше рас належало 2,5 %. Частка іспаномовних становила 5,0 % від усіх жителів.
За віковим діапазоном населення розподілялося таким чином: 29,1 % — особи молодші 18 років, 63,3 % — особи у віці 18—64 років, 7,6 % — особи у віці 65 років та старші. Медіана віку мешканця становила 38,8 року. На 100 осіб жіночої статі у переписній місцевості припадало 95,7 чоловіків;  на 100 жінок у віці від 18 років та старших — 91,8 чоловіків також старших 18 років.
Середній дохід на одне домашнє господарство  становив 126 378 доларів США (медіана — 96 915), а середній дохід на одну сім'ю — 137 998 доларів (медіана — 111 250). За межею бідності перебувало 2,5 % осіб, у тому числі 3,7 % дітей у віці до 18 років та 0,0 % осіб у віці 65 років та старших.
Цивільне працевлаштоване населення становило 1501 осіб. Основні галузі зайнятості: освіта, охорона здоров'я та соціальна допомога — 25,1 %, науковці, спеціалісти, менеджери — 19,1 %, фінанси, страхування та нерухомість — 10,0 %, публічна адміністрація — 9,0 %.